# Мин (моллюск)
Мин (ок. 1499—2006) — имя, данное особи моллюска вида Arctica islandica семейства венеридов, выброшенной на берег в Исландии в 2006 году, чей возраст был определён путём подсчитывания годичных колец роста на его оболочке. Мин был признан старейшим по возрасту среди «отдельных» (не живущих колониями) животных из всех когда-либо обнаруженных, чей возраст может быть точно определён. Первоначально возраст моллюска был объявлен равным 405 годам, позже был увеличен до 507 лет.

## Открытие
Моллюск был выброшен на берег на северном побережье Исландии в 2006 году. В 2007 году на основании подсчёта годичных колец роста на поперечном сечении его поверхностной оболочки учёные объявили, что его возраст составляет 405 лет. Исследования проводились учёными из Бангорского университета. Неизвестно, сколько бы ещё моллюск смог прожить, если бы остался на дне океана.
Моллюск был назван в честь китайской династии Мин, в период правления которой он появился на свет. Профессор Ричардсон заявил, что существование таких долгоживущих видов может помочь учёным понять, как некоторые животные достигают такого большого возраста.

## Пересмотр возраста
В 2013 году путём пересчёта колец роста на поверхности наружной части оболочки была проведена новая оценка возраста Мина, одновременно с чем проводилось сравнение набора его колец с такими же наборами на оболочках других особей, которые были на тот момент живы; по результатам исследований возраст моллюска на момент обнаружения определили в 507 лет. Пересмотренный возраст подтверждается также данными радиоуглеродного анализа; морской биолог Роб Уитбард отметил, что считает погрешность в точности второй оценки возраста моллюска не превышающей одного-двух лет.